# Aaron Stell
Aaron Stell (* 26. März 1911 in Pennsylvania; † 7. Januar 1996 in Los Angeles, Kalifornien) war ein US-amerikanischer Filmeditor.

## Leben
Stell begann ab 1943 als eigenständiger Editor tätig zu sein. Bis Mitte der 1950er Jahre war er ausnahmslos an Kinofilmen beteiligt, dann kam er bei wenigen Folgen der Fernsehserien Rin-Tin-Tin und The Count of Monte Cristo zum Einsatz. Ende der 1960er Jahre folgten einige weitere Fernsehproduktionen, ab 1976 lag sein Fokus auf diesen.
1964 inszenierte Stell den Film The Gallant One, für den er auch zum ersten und einzigen Mal in seiner Karriere ein Drehbuch verfasste. Remnants of Auric Hearing, seine zweite Regiearbeit, wurde erst 2004 postum veröffentlicht.
1996 wurde Stell von den American Cinema Editors mit dem ACE Career Achievement Award ausgezeichnet. Zuvor war er zweimal für den Eddie-Award nominiert gewesen, erstmals 1963 für seine Leistungen bei Wer die Nachtigall stört.
Stell war in seiner Laufbahn an mehr als 130 Produktionen beteiligt.

## Filmografie (Auswahl)
- 1946: Blondie’s Lucky Day
- 1946: Blondie Knows Best
- 1947: Verwegene Männer im Sattel (The Last Round-Up)
- 1948: Das Geheimnis von Zimbalu (Jungle Jim)
- 1948: Geladene Pistolen (Loaded Pistols)
- 1949: König des Dschungels (The Lost Tribe)
- 1949: Männer mit eisernen Nerven (Riders of the Whistling Pines)
- 1951: Strandräuber in Florida (The Barefoot Mailman)
- 1952: Der unsichtbare Schütze (The Sniper)
- 1953: Der Gehetzte (The Juggler)
- 1954: Lebensgier (Human Desire)
- 1954–1955: Rin-Tin-Tin (The Adventures of Rin Tin Tin, Fernsehserie)
- 1956: Ein Fetzen Leben (The Bold and the Brave)
- 1957: Beginning of the End
- 1958: Das Leben ist Lüge (Lonelyhearts)
- 1958: Im Zeichen des Bösen (Touch of Evil)
- 1958: Der stolze Rebell (The Proud Rebel)
- 1958: Tarzans Kampf ums Leben (Tarzan's Fight for Life)
- 1959: Die Nacht der unheimlichen Bestien (The Killer Shrews)
- 1960: Unrasiert und fern der Heimat (Wake Me When It's Over)
- 1961: Geheime Wege (The Secret Ways)
- 1962: Wer die Nachtigall stört (To Kill a Mockingbird)
- 1963: Verliebt in einen Fremden (Love with the Proper Stranger)
- 1965: Verdammte, süße Welt (Inside Daisy Clover)
- 1966: Finger weg von meiner Frau (Not with My Wife, You Don't!)
- 1968: Der große Schweiger (The Stalking Moon)
- 1969: Tote Bienen singen nicht (Flareup)
- 1972: Lautlos im Weltraum (Silent Running)
- 1974: Willie Dynamite
- 1975: Der Gangsterboss von New York (Lepke)
- 1978: Cowboy mit 300 PS (Steel Cowboy)
- 1986: Native Son